# توئسین-فولبه
توئسین-فولبه شهری در شهرستان رولو در استان بام در بورکینافاسوی شمالی است و جمعیت آن ۱۴۰ نفر است.